# Свійський індик
Сві́йський інди́к (Meleagris gallopavo Linnaeus, 1758; назва самки — інди́чка, пташенят — індича́та; один із поширених видів свійської птиці з ряду куроподібних, бере свій початок від дикого індика. Також відомі діалектичні назви: трухан, индик, гиндик та розмовне дундук. Назва запозичена посередництвом польської з новолатинської indicus; назва зумовлена тим, що індик був завезений у Європу в XVI ст. з Америки, себто Вест-Індії.

## Історія поширення в Європі
Доместикація свійського індика відбулася у Новому Світі, де місцеві жителі одомашнили його задовго до відкриття Америки та прибуття європейців. На межі 15-16 століть індики були завезені до Іспанії, а звідти вже поширювали по всій Європі. Наприклад, вважається, що до Англії індики були завезені англійський навігатором Вільямом Стріклендом. Його фамільний герб з індиком є найдавнішим відомим зображенням індика. Дуже скоро м'ясо індика завоювало популярність в Англії. Згодом, в наступному столітті, англійські колоністи завезли до Америки вже європейського індика. Наприклад, є свідчення того, що 1584 року індики були серед переліку домашнього господарства, яке необхідне для колоністів. В 16 столітті індики також потрапили до Польщі.
В Англії прижилася інша назва індика — «турецька курка», тобто сучасна назва «turkey», яка залишилася і в американській англійській. Також деякий час «турецькими курами» називали індиків в Німеччині. Побутує помилкова думка, що індики прийшли в ці землі через Туреччину, а тому отримали таку назву. Проте в XVI столітті якраз відбувався наступ турків на Європу, турки дійшли вже до Угорщини. В результаті, слово «турецький» означало «чужий», «незнайомий». Також відбулася плутанина через одомашнення іншого птаха з родини Фазанових — цесарки, яка дещо схожа на індика. Цесарок привезли з Африки (з Гвінеї) португальці приблизно в той же час, що іспанці індиків з Нового світу. Тоді ж Африка і Туреччина були приблизно однаково невідомі, тому походження цесарки вважали турецьким. В результаті, навіть у науковій латинській назві обох видів присутнє те саме слово — ім'я грецького героя міфів Мелеагра.
Оскільки Центральну Америку досить довго називали Вест-Індією, тобто Західною Індією, ці птахи також отримали назву «індійські кури», яка в українській, польській мові та російській мовах трансформувалася в «індик», «индюк» (рос), «indyk» (пол). Також в деяких регіонах України була поширена діалектна назва індиків — «трухан». Поширення цієї американської свійської птиці по Європі відбувалося з заходу на схід, тобто через німецькі землі. В німецькій мові індик — Truthahn (трутхан), а його самка — Truthuhn. Відповідно, німецька назва разом з індиком також прийшла в Україну і трансформувалася в українське «трухан».